# 中斜角筋
中斜角筋（ちゅうしゃかくきん、英語: scalenus medius muscle）は頚部の筋肉のうち、前斜角筋に沿って頚堆の横突起から肋骨に伸びる筋肉である。繋がっている肋骨を上方に引く作用を持つ。
中斜角筋の起始は、全ての頚堆の横突起から起こり、第一肋骨に停止する。